# Eparquia de Palai
A Eparquia de Palai (Latim:Eparchia Palaiensis) é uma eparquia pertencente a Igreja Católica Siro-Malabar com rito Siro-Malabar. Sua área compreende concelho de Meenachil e algumas aldeias dos concelhos vizinhos nos distritos de Kottayam , Ernakulam e Idukki, no estado de Querala na Índia. A eparquia pertence a Arquieparquia de Changanacherry. Foi fundada em 25 de julho de 1950 pelo Papa Pio XII. Com uma população católica de 334.920 habitantes, sendo 142,0% da população total, possui 170 paróquias com dados de 2020.

## História
Em 25 de julho de 1950 o Papa Pio XII cria através do território da Eparquia de Kottayam a Eparquia de Palai. Em 1977 a Eparquia de Palai juntamente com a Arquieparquia de Changanacherry perdem território para a formação da Eparquia de Kanjirappally. Desde sua fundação em 1950 pertence a Igreja Católica Siro-Malabar, com rito Siro-Malabar.

## Lista de eparcas
A seguir uma lista de bispos desde a criação do eparquia em 1950.
|                  | Nome                   | Período          | Notas            |
| Eparcas de Palai | Eparcas de Palai       | Eparcas de Palai | Eparcas de Palai |
| ---------------- | ---------------------- | ---------------- | ---------------- |
| 3º               | Joseph Kallarangatt    | 2004 - atual     |                  |
| 2º               | Joseph Pallikaparampil | 1981 - 2004      |                  |
| 1º               | Sebastian Vayalil      | 1950 - 1981      |                  |